# 托特塔达
托特塔达（Thottada），是印度喀拉拉邦Kannur县的一个城镇。总人口36357（2001年）。

## 人口
该地2001年总人口36357人，其中男性16889人，女性19468人；0—6岁人口3939人，其中男2015人，女1924人；识字率84.96%，其中男性为85.82%，女性为84.22%。